# ロイヤル・オーク (戦艦)

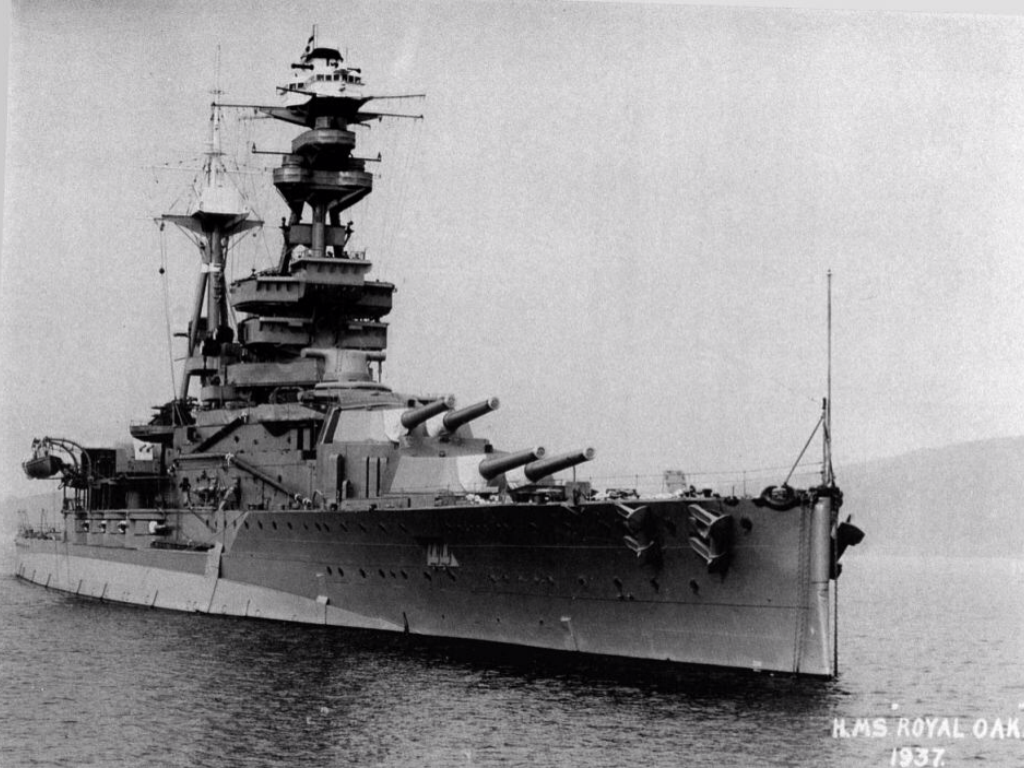
前方より

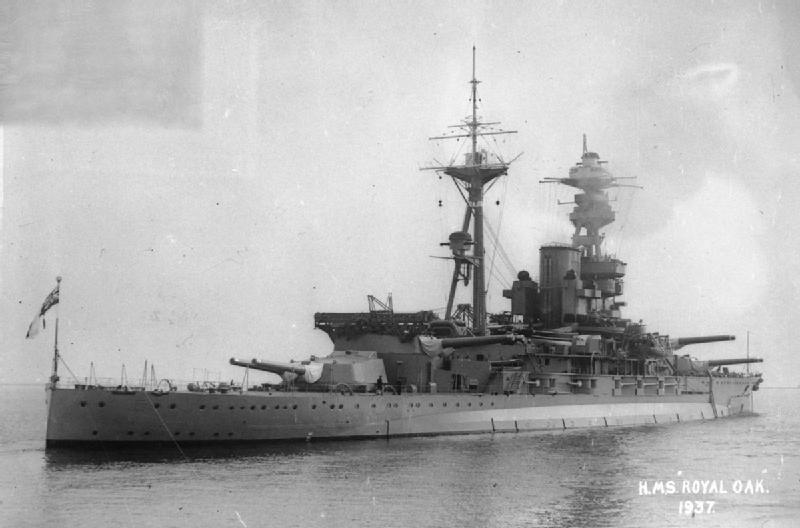
後方より

|          | |
| 艦歴     | |
| 起工     | 1914年1月15日 |
| 進水     | 1914年11月17日 |
| 就役     | 1916年5月1日 |
| その後   | 1939年10月14日にスカパ・フロー軍港で沈没 |
| 性能諸元 | |
| 排水量   | 基準:29,150トン、満載：33,500トン |
| 全長     | 620 ft 6 in (189 m) |
| 全幅     | 102 ft (31.1 m) |
| 吃水     | 28 ft 6 in (8.7 m) |
| 機関     | ヤーロー缶18基 パーソンズ式ギアード・タービン 4軸 40,000馬力 |
| 最大速   | 20ノット (37 km/h) |
| 乗員     | 1,009 - 1,146名 |
| 兵装     | 竣工時： 38.1cm42口径MkI連装砲 4基 15.2cm45口径MkXII単装砲 12基 10.2cm50口径MkXVI連装高角砲 4基 2ポンド8連装ポンポン砲 2基 12.7㎜4連装機銃 2基 53.3cm水上魚雷発射管 4門 カタパルト 1基 水偵 1機 |
| 装甲     | 中甲板 127㎜ |

ロイヤル・オーク (HMS Royal Oak, 08) は、イギリス海軍の戦艦。リヴェンジ級戦艦に属する。
ロイヤル・オークとは、清教徒革命当時、国王がその枝に隠れて難を逃れた木「ロイヤル・オーク」に由来する名前である。イギリス軍艦では8隻に命名されており、本艦がその8隻目にあたる。
R級戦艦は、前級に引き続き15インチ砲8門（連装砲塔4基）を装備した超弩級戦艦である。
本艦は第一次世界大戦勃発後に就役し、グランドフリートに編入された。ドイツ帝国海軍の大洋艦隊との間で戦われたユトランド沖海戦に参加し、ドイツ帝国の巡洋戦艦デアフリンガーと砲火を交えた。海軍休日時代、幾度か改装を実施する。地中海艦隊所属時には、高級将校の人間関係が悪化して軍法会議が開かれ、注目を集めた。
1939年9月の第二次世界大戦勃発時は本国艦隊に所属していた。直後の10月14日、スカパ・フローに停泊中、ドイツ海軍のUボート（U47、艦長ギュンター・プリーン大尉）による奇襲作戦で撃沈された。

## 第一次世界大戦
R級戦艦「ロイヤル・オーク」は、「ウォースパイト」と同時期にデヴォンポート海軍工廠で建造された。1914年1月15日、起工。第一次世界大戦が勃発した時は、船台で建造中だった。同年11月17日、進水。1916年5月1日、就役。
世界大戦勃発後、イギリス海軍は軽巡洋艦などの建造を優先したので、「ロイヤル・オーク」の工程は遅れ気味であった。就役した時点で、第一次世界大戦は開戦からほぼ2年経過していた。グランドフリートの第4戦艦戦隊に配属され、1916年5月31日から6月1日にかけて繰り広げられたユトランド沖海戦に参加した。この大海戦に参加したR級戦艦は、本艦と「リヴェンジ (HMS Revenge, 06) 」だけだった。また完全な射撃方位盤を装備する数少ないイギリス戦艦であった。
海戦で「ロイヤル・オーク」は15インチ砲弾38発と6インチ砲弾84発を発射し、ドイツ帝国の巡洋戦艦「デアフリンガー」に3発、巡洋艦「ヴィースバーデン」に1発を命中させたとされる。1度夾叉されたが、本艦の損傷はなかった。
海戦後、「ロイヤル・オーク」は第1戦艦戦隊に転属となった。当時の大日本帝国はイギリスと同盟を結んでおり、連合国でもあったので、イギリス海軍は日本海軍の観戦武官を受け入れていた。1917年（大正6年）11月21日、塩沢幸一少佐はR級戦艦「レゾリューション」から姉妹艦の「ロイヤル・オーク」に乗り換えた。
1918年（大正7年）10月10日、塩沢少佐は「ロイヤル・オーク」を退艦した。11月5日、フォース湾で突風により水上機母艦「カンパニア (HMS Campania) 」が移動し、「ロイヤル・オーク」と衝突する。続いてカレイジャス級巡洋戦艦「グローリアス (HMS Glorious, 77) 」と衝突した。戦艦側は軽微な被害で済んだが、「カンパニア」は沈没した。

## ロイヤル・オーク号の反乱
第一次世界大戦後、まず大西洋艦隊に、次いで1926年から地中海艦隊に所属した。1928年に「ロイヤル・オーク号の反乱」として悪名高い事件が発生した。
発端はジャズのバンドであったという。
艦上で開催されたダンスパーティーのバックバンドをめぐってバーナード・コラード（Bernard Collard）少将はケネス・ドワー艦長とヘンリー・ダニエル副長の二人と意見が合わず、これが何ヶ月にもわたる確執に発展した。艦長らは、少将が二人についてしつこく粗探しをし、乗員の前で二人をしばしば辱めていると非難した。少将も、二人が命令に従わず、少将を士官候補生並みに扱ったと反撃した。艦長らが、少将の上官であるジョン・ケリー中将に告発の手紙を送ると、中将は手紙を即座に地中海艦隊司令官であるロジャー・キース大将に回した。二人の士官と少将との仲が回復不能になっているのを知ると、大将はマルタ島で査問会を開き、三人とも停職処分とする。このため大規模な演習が延期されることになった。世界中のマスコミはこれをかぎつけて、誇張を含めて「反乱」と呼んだ。この状況を心配したイギリス国王ジョージ5世は、第一海軍卿であるブリッジマン提督を説明のため召し出したほどだった。
告発の手紙のために艦長らは反抗的文書を書いたとして罪を問われた。世間の注目を集めた軍法会議において二人は有罪とされ、重い懲戒を受けたため、ダニエルはすぐさま退役した。ドワー大佐は、練習艦として扱われていた巡洋戦艦「タイガー (HMS Tiger) 」艦長に任命され、さらに戦艦「アイアン・デューク (HMS Iron Duke) 」艦長を拝命したのち、少将進級後に退役した。
またコラード少将も、ブリッジマン海軍大臣から「些細な事に目くじらをたてる態度では、海軍の重要な職務につく資格がない」と判定された。このように各方面から批判されたコラード少将は、退役せざるをえなかった。事件の結果、海軍当局は士官がその上官を告発する際の手順を再検討することになった。
このあとも地中海艦隊に所属していたが、近代化改装のためイギリスにもどった。
改装後、本国艦隊に所属した。1939年1月、第2戦艦戦隊（ロイヤル・オーク、ロイヤル・サブリン）の司令官としてヘンリー・ブラグローブ少将が着任した。

## 第二次世界大戦

### スカパ・フロー奇襲
第二次世界大戦開戦後まもなく、エーリヒ・レーダー元帥指揮下のドイツ海軍 (Kriegsmarine) の軍令部 (Oberkommando der Marine) は、スカパ・フロー軍港の英本国艦隊を潜水艦による奇襲攻撃で撃滅する作戦プランの実行を決意した。
この作戦の目的は「英本国艦隊に痛撃を与え、北海の封鎖を弱体化させ、勢力の弱いドイツ艦隊の大西洋での通商破壊活動を容易にすること」であった。
潜水艦部隊司令官カール・デーニッツ代将は、この任務のためにベルナー大尉に小型潜水艦での航路偵察情報を収集させた。また、かつてオークニ諸島の東西で入手したスカパ・フローとスコットランドの交通情報を加味して作戦を立案させた。第一次大戦でも同様の作戦が二度失敗していた。また襲撃後は湾からの脱出が難しく成ることが予想され生還の見込みが少なかった。そこで、デーニッツ代将は自ら適任と考えたU47の艦長であるギュンター・プリーン大尉に、「辞退してもなんら問題ない」との条件をつけて突入の意志を尋ねた。
プリーンは資料を検討し翌日志願した。攻撃の期日としては、大潮と新月が重なる10月13－14日の深夜が選ばれた。作戦は隠密裏に運ばれ先任（潜水艦の副長）にすら13日の早朝まで行く先は知らされなかった。しかし、作戦の全容を知った後の全艦の「士気は旺盛」 となりプリーンは自信を深めた。
デーニッツはプリーンに、スカパ・フローへの侵入に当たり「本島とBurray島の間にある小さな島Lamb Holm島の北のカーク水道から進入するように」と指示していた。プリーンは浮上航行で進んだが、最初浅くかつ沈船のあるスケリー水道に間違って侵入しかけて北東方向に反転した。沈船の間を何とか通り抜け、自動車のヘッドライトに照らされるなど苦労しつつ、プリーンは深夜12時27分に港内に侵入した。錨地にはほとんど停泊艦がいないようにみえた。10月11日のネーヴェ少尉らの空中偵察では、空母1、大型艦5、巡洋艦10が在泊している筈だったが、13日に出港してしまっていたのである。この時点で、軍令部とデーニッツの作戦「英本国艦隊撃滅」は失敗に終わった。
プリーンは敵を求めて艦を反転させた。艦橋の見張りが北方およそ4,000mに戦艦らしい艦影を見つけ、ロイヤル・オーク級戦艦であると判断した。その背後には半分以上隠れて別の艦影が少しのぞいていた。プリーンはこの影を巡洋戦艦「レパルス (HMS Repulse) 」と判定したが
、実際は水上機母艦であった。U47は12時58分に磁気信管付きの電池式魚雷4本を発射した。しかし、1本は発射管から出ず、1本がロイヤル・オークの艦首に水柱をあげたのみであった。ロイヤル・オーク乗員は前部にある危険物庫で爆発が起きたと勘違いして弾火薬庫の点検を行った。実際は魚雷が碇の鎖にかすっただけであった。船体に異常が見つからず大多数の乗員は再び寝所に戻った。プリーンは反転しつつ艦尾の1本だけある発射管から攻撃したが、この魚雷も不発であった。プリーンは動揺しつつも湾内を15分間航行して、前部の発射管を再装填しながら再び射撃ポジションについた。漸く装填できた艦首の2本の魚雷だけを発射し、1時16分に艦体中央部艦底下で爆発した。
爆発した魚雷は、船の磁気に反応するタイプのもので、艦底の下で爆発する仕組みであった。そのため、魚雷の爆発と浅い海底から反射した衝撃波により、装薬の二倍近い威力を発揮した。装甲のない艦底を打ち破られたロイヤル・オークの艦内では次々と爆発が起きた。火薬庫の誘爆で砲塔のひとつは基部から吹き飛び遠方に落ちた。海水が艦内に奔入し艦はすぐに右舷に15度に傾き、更に舷窓から浸水したため傾斜は急速に増した。やがて、45度にまで傾くとしばらくそのままでいたが、やがて水面から姿を消した。時に1時29分であった。第2戦艦戦隊司令官のヘンリー・ブラグローブ少将を含め、最終的な犠牲者数は835名にのぼった。生存者は386名であった。救助作業に水上機母艦「ペガサス」（旧名アーク・ロイヤル）が協力し、戦艦の生存者を収容した。
ドイツに帰投したプリーン艦長は、ラジオ放送でスカパ・フロー奇襲作戦の状況を語った。ドイツ側は、U47（プリーン艦長）が「ロイヤル・オークとレパルスを葬った」と報道する。
この作戦の成功でデーニッツは少将に昇進した。プリーン大尉は騎士鉄十字章を授与され、U47乗組員も叙勲された。ナチス・ドイツのヨーゼフ・ゲッベルス宣伝大臣は、プリーンの戦果を「第一次大戦でドイツ艦隊が自沈した場所での報復に成功した」として、ドイツ国民の戦意高揚のために大いに利用した。ドイツ国民はこのニュースを喜び、プリーンらは国民的英雄となる。帰港中にU47の乗員が艦長へのプレゼントとして潜水艦の司令塔に牡牛のイラストを描いたことから「スカパ・フローの牡牛（おうし）」とプリーンは呼ばれた。しかし世論の評価とは別に、軍令部やデーニッツらは「英艦隊に一撃で痛撃を与えるという本来の戦略目的の達成はできなかった」と結果を分析していた。
第二次世界大戦ではイギリスの戦艦・巡洋戦艦は5隻沈んだが、本艦がその最初となった。また、第二次世界大戦において潜水艦に撃沈された3隻の戦艦の一つとなった｡

## その後
伝統に従って戦艦「ロイヤル・オーク」は今でも戦没者の墓標として軍港に沈んでいる。イギリス海軍は毎年沈没した日に、慰霊の意味をこめて沈没艦の艦尾の軍艦旗の交換を行っている。

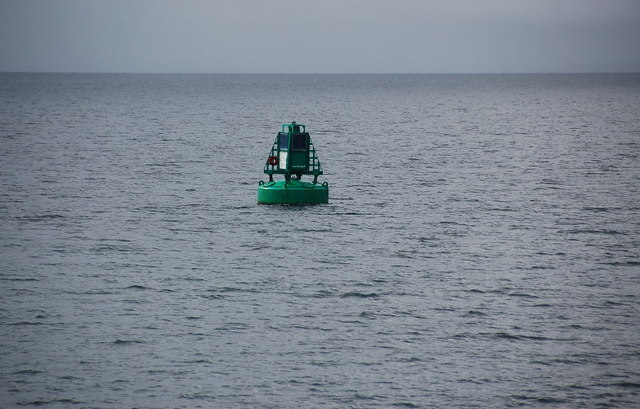
沈没位置を示すブイが設けられている

## 創作作品への登場
- 『我らの戦う海軍（英語版）（別題：Torpedoed!）』（1937年、ノーマン・ウォーカー監督）
  - イギリス海軍が撮影に協力した。本艦は、南アメリカ大陸の架空国家に所属する戦艦「El Mirante」として重用な役目を演じた。